# Sumar (2024)
Sumar es una coalición española creada el 26 de abril de 2024 para concurrir a las elecciones al Parlamento Europeo de 2024.

## Partidos que integran la coalición
De acuerdo a la documentación presentada y registrada ante la Junta Electoral Central, los doce partidos políticos que constituyen la coalición son los siguientes:
| Partido | Partido | Partido                         |
| ------- | ------- | ------------------------------- |
|         |         | Movimiento Sumar                |
|         |         | Izquierda Unida                 |
|         |         | Verdes Equo                     |
|         |         | Más Madrid                      |
|         |         | Catalunya en Comú               |
|         |         | Coalició Compromís              |
|         |         | Més-Compromís                   |
|         |         | Iniciativa del Poble Valencià   |
|         |         | Verds Equo del País Valencià    |
|         |         | Chunta Aragonesista             |
|         |         | Iniciativa del Pueblo Andaluz   |
|         |         | Nueva Canarias-Bloque Canarista |

Pese a no formar parte de la coalición también contó con el apoyo del Partido Castellano-Tierra Comunera (PCAS-TC). 

## Candidatura

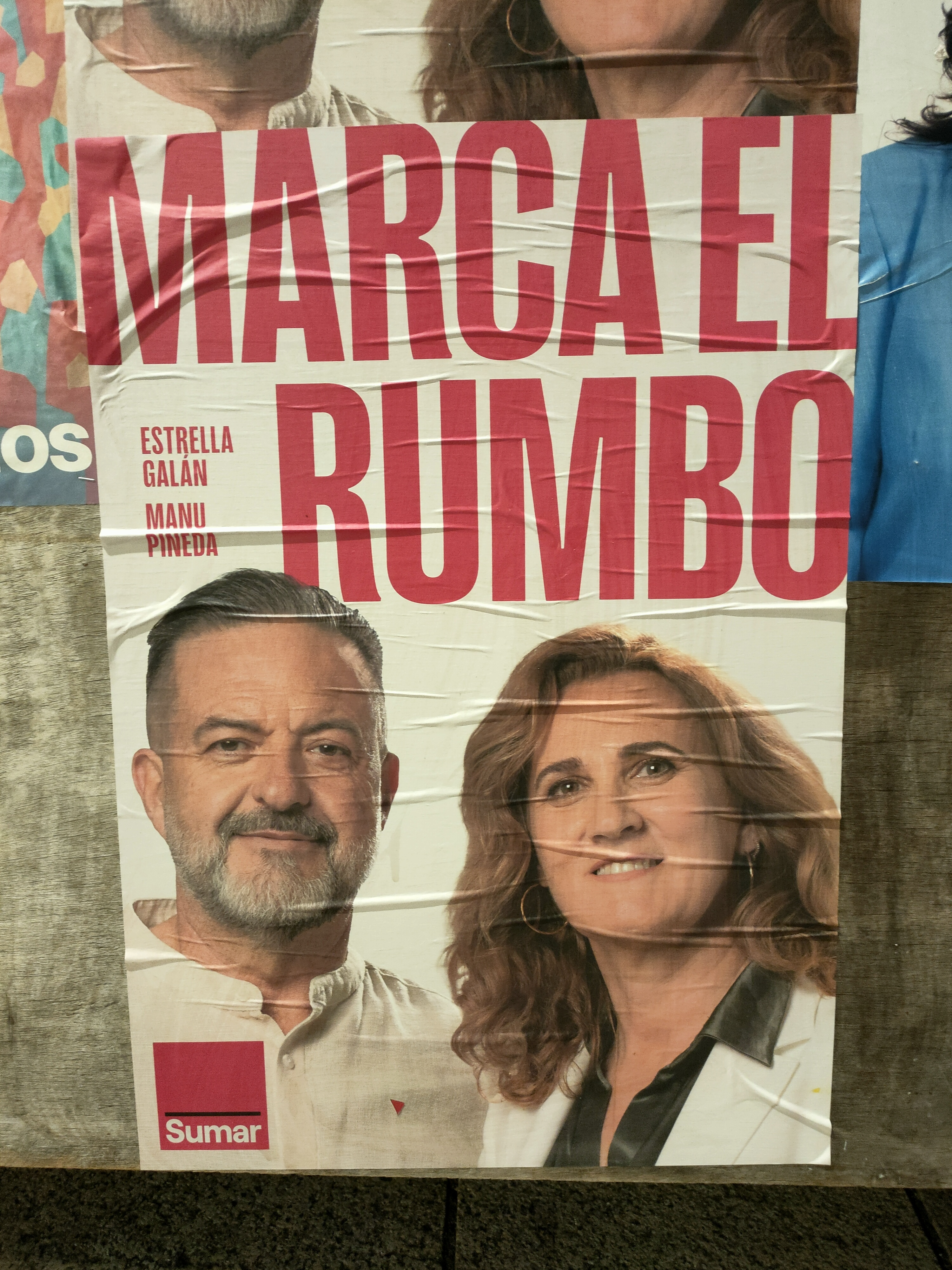
Cartel propagandístico de Sumar para las elecciones al Parlamento Europeo de 2024 con Estrella Galán y Manu Pineda.

La lista electoral está encabezada por Estrella Galán Pérez, directora general de la Comisión Española de Ayuda al Refugiado:
| N.º | Nombre                           | Partido o federación | Partido o federación                    |
| --- | -------------------------------- | -------------------- | --------------------------------------- |
| 1   | Estrella Galán Pérez             |                      | Movimiento Sumar                        |
| 2   | Jaume Asens Llodrà               |                      | Catalunya en Comú (Barcelona)           |
| 3   | Vicent Marzà Ibáñez              |                      | Coalició Compromís (Més)                |
| 4   | José Manuel (Manu) Pineda Marín  |                      | Izquierda Unida (Andalucía, PCE, PCM)   |
| 5   | Andere Nieva Ramírez             |                      | Más Madrid                              |
| 6   | Paula Moreno López               |                      | Movimiento Sumar                        |
| 7   | Florent Marcellesi               |                      | Verdes Equo (Euskadi)                   |
| 8   | Margarita Ferré Luparia          |                      | Izquierda Unida (Madrid, PCE, PCM)      |
| 9   | Letizia Bisignano Robledo        |                      | Más Madrid                              |
| 10  | Juan Manuel Díaz Villoslada      |                      | Movimiento Sumar (Galicia)              |
| 11  | José Miguel Martínez Tomey       |                      | Chunta Aragonesista                     |
| 12  | Júlia Miralles de Imperial Pujol |                      | Catalunya en Comú                       |
| 13  | Sandra Ruiz Andrés               |                      | Coalició Compromís (Iniciativa)         |
| 14  | Juan Antonio Gascón Sorribas     |                      | Izquierda Unida (Castilla y León)       |
| 15  | Andrea Carolina Betetta Ángeles  |                      | Más Madrid                              |
| 16  | Amanda Andrades González         |                      | Movimiento Sumar                        |
| 17  | Helena Vidal Brazales            |                      | Verdes Equo (Murcia)                    |
| 18  | Carlos Guzmán Pérez              |                      | Izquierda Unida (Navarra, PCE, PCE-EPK) |
| 19  | Lorena del Mar López Sánchez     |                      | Nueva Canarias-Bloque Canarista         |
| 20  | José Antonio Jiménez Ramos       |                      | Iniciativa del Pueblo Andaluz           |

## Legislatura anterior
En la novena legislatura del Parlamento Europeo, dos partidos de los doce que constituyen la coalición obtuvieron representación, además de una candidata independiente que ahora forma parte del grupo ejecutivo del Movimiento Sumar. Dos de estos cuatro eurodiputados, Sira Rego y Ernest Urtasun, renunciaron sus cargos en noviembre de 2023 para formar parte del Consejo de Ministros  en el tercer gobierno de Pedro Sánchez. Los cuatro eurodiputados estaban en la lista de la coalición Unidas Podemos Cambiar Europa:
| Nombre                          | Partido | Partido                               |
| ------------------------------- | ------- | ------------------------------------- |
| María Eugenia Rodríguez Palop   |         | Independiente                         |
| Sira Abed Rego                  |         | Izquierda Unida (Madrid, PCE, PCM)    |
| Ernest Urtasun Domenech         |         | Catalunya en Comú (ICV)               |
| José Manuel (Manu) Pineda Marín |         | Izquierda Unida (Andalucía, PCE, PCM) |

## Resultados electorales
Obtuvo tres escaños.
| N.º de votos | % de votos      | Escaños obtenidos |
| ------------ | --------------- | ----------------- |
| 811 545      | \| \| 4,65 % \| | 3/65              |
|              | 4,65 %          |                   |

De esta forma, resultaron elegidos como diputados los siguientes:
| Nombre               | Partido o federación | Partido o federación | Grupo | Grupo                |
| -------------------- | -------------------- | -------------------- | ----- | -------------------- |
| Estrella Galán Pérez |                      | Movimiento Sumar     |       | La Izquierda-GUE/NGL |
| Jaume Asens Llodrà   |                      | Catalunya en Comú    |       | Los Verdes/ALE       |
| Vicent Marzà Ibáñez  |                      | Més-Compromís        |       | Los Verdes/ALE       |